# Маяк острова Конаникут
Маяк острова Конаникут (англ. Conanicut Island Light) — маяк, расположенный на севере острова Конаникут в заливе Наррагансетт, округ Ньюпорт, штат Род-Айленд, США. Построен в 1886 году. Деактивирован в 1933 году.

## История
Города Провиденс и Ньюпорт, одни из первых английских поселений в Северной Америке, были крупными центрами промышленности и торговли в XVIII-XIX веках. Для обеспечения навигации до них через залив Наррагансетт, в котором находится множество больших и малых островов, было построено несколько маяков. В 1884 году Конгресс США выделил 18 000$ на строительство маяка на севере острова Конаникут. Строительство было завершено в 1886 году. Он представлял собой квадратную деревянную башню высотой 6 метров, на вершине которой в десятиугольной комнате была установлена линза Френеля, соединенную с деревянным двухэтажным домом смотрителя, построенном в стиле Неоготики. Также на маяк был установлен противотуманный сигнал. В 1897 году была построена хозяйственная постройка. В 1901 году была построена небольшая котельная. К концу 1930-х годов количество судов, проходящих ежегодно в этом районе, было признано недостаточным для поддержания маяка, и в 1933 году Береговая охрана США вывела маяк из эксплуатации. Маяк был продан на аукционе, и с тех пор находится в частной собственности.
В 1988 году он был включен в Национальный реестр исторических мест.